# Harry Arthur Dade
Harry Arthur Dade (1895 -1979) fue un naturalista y médico británico.
Durante la Primera Guerra Mundial prestó servicios distinguidos. Se unió al servicio colonial británico y realizó investigaciones agrícolas en Ghana entre 1921 y 1935.
En el último año fue nombrado Director asistente del Commonwealt Mycological Institute, en Kew, Surrey, Inglaterra.
De 1950 a 1962 prestó servicios en el Council of Bee Research Association, siendo elegido miembro honorario en 1976.
Entre 1955 y 1958 fue presidente del "Queckett Microscopical Club" (1955-1958), realizando numerosos estudios sobre anatomía de la abeja melífera. En la Universidad de Londres y en otras introdujo un enfoque nuevo sobre apicultura.

## Libros
- Gold Coast Plant Diseases. Con Robert Hugh Bunting. Ed. Dunstable & Watford, Waterlow & sons Ltd. 116 pp. 1924

- Ceratostomella paradoxa, the perfect stage of Thielaviopsis paradoxa (de Seynes) von Höhnel. Trans. of the British Mycological Soc. 13 (3-4): 184-194, 3 tabs. 1928.

- Con S. Waller. New techniques for mounting fungi. Mycological Papers 27: 5 pp. 1 fig. 1949.

- The laboratory diagnostic of honey bee diseases. Londres, 19 pp. 1949.

- Anatomy and dissection of the honey bee. Londres, Bee Research Association. 1962, reimpreso en 1977.

- Letters of Harry Arthur Dade of Kew, Surrey, England, to his refugee son. John de Berri Johnston Dade 208 pp.
- La abreviatura «Dade» se emplea para indicar a Harry Arthur Dade como autoridad en la descripción y clasificación científica de los vegetales.[1]